# Something Happened on the Way to Heaven
Something Happened on the Way to Heaven è un singolo del cantante britannico Phil Collins, pubblicato nel 1990 ed estratto dall'album ...But Seriously.
Nella sua autobiografia Collins ha raccontato di aver originariamente composto il brano per il film La guerra dei Roses.

## Tracce
- 7"

1. Something Happened on the Way to Heaven (edit)
2. I Wish It Would Rain Down (demo)

- 12"

1. Something Happened on the Way to Heaven
2. Something Happened on the Way to Heaven (remix)
3. I Wish It Would Rain Down (demo)

## Formazione
- Phil Collins – voce, batteria, tastiera
- Daryl Stuermer – chitarra
- Dominic Miller – chitarra
- Nathan East – basso
- The Phenix Horns:
  - Don Myrick – sassofono
  - Louis Satterfield – trombone
  - Harry Kim – tromba
  - Rahmlee Michael Davis – tromba
- Tom Tom 99 – arrangiamento sezione fiati
- Alex Brown, Lynn Fiddmont, Marva King – cori

## Classifiche
| Classifica (1990)                | Posizione massima |
| -------------------------------- | ----------------- |
| Belgio (Fiandre)                 | 8                 |
| Canada                           | 1                 |
| Finlandia                        | 7                 |
| Francia                          | 35                |
| Germania                         | 26                |
| Irlanda                          | 8                 |
| Italia                           | 20                |
| Paesi Bassi                      | 9                 |
| Regno Unito                      | 15                |
| Stati Uniti                      | 4                 |
| Stati Uniti (adult contemporary) | 2                 |
| Stati Uniti (mainstream rock)    | 34                |
| Stati Uniti (radio)              | 7                 |
| Svizzera                         | 26                |